# Christiane Minazzoli

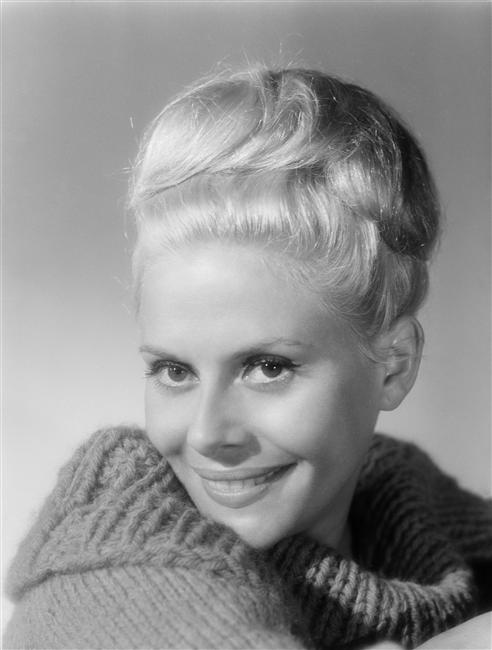
Christiane Minazzoli 1962

Christiane Minazzoli (* 11. Juli 1931 in Saint-Ouen-sur-Seine; † 2. November 2014 in Paris) war eine französische Schauspielerin und die ältere Schwester von Danielle Minazzoli.

## Karriere
Ihre Theaterlaufbahn begann Minazzoli am Théâtre National Populaire bei Jean Vilar, der sie Anfang der 1950er-Jahre beim Festival von Avignon berühmt machte: mit Molières Don Juan, Shakespeares Richard II. und Kleists Prinz von Homburg. Sie blieb dem TNP bis Ende der 1960er-Jahre treu und spielte an vielen Pariser Bühnen, dennoch weiterhin beim Festival d’Avignon.
Ihre Filmkarriere nahm nach kleineren Rollen wie in Jacques Beckers Goldhelm mit André Hunebelles Dreizehn an einem Tisch 1955 Fahrt auf. Populär wurde sie zu Beginn der 1960er-Jahre als mehrmalige Partnerin von Eddie Constantine in Filmen wie Eddie krault nur kesse Katzen und Zum Nachtisch blaue Bohnen. Sie spielte vorrangig kühle Blonde in Agentenfilmen (Geheimpaß – Agent K 8) und fand zahlreiche Rollen in Fernsehproduktionen. So war sie Gaststar in der deutschen Serie Graf Yoster gibt sich die Ehre oder spielte in Jean-Christophe Avertys Shakespeare-Verfilmung Ein Sommernachtstraum neben Stars wie Jean-Claude Drouot und Claude Jade die Elfenkönigin Titania. 1967 trat sie in der französischen Fassung der Fernsehserie Raumpatrouille – Die phantastischen Abenteuer des Raumschiffes Orion – Commando Spatial – in der Rolle der "Elle" auf, die in der deutschen Version mit Margot Trooger besetzt ist. Im Kino der 1970er erhielt sie jenseits von Fernsehfilmen wie Fritz Umgelters Des Christoffel von Grimmelshausen abenteuerlicher Simplizissimus (neben Matthias Habich und Heinz Weiss als Rosalie von Zullewitz) weniger Rollen und wirkte 1975 in Just Jaeckins Softsexfilm Die Geschichte der O mit.
Ein Leinwandcomeback bescherte ihr Claude Chabrol Anfang der 1990er-Jahre mit Rollen in seinen Filmen Madame Bovary, Betty und Die Hölle.

## Filmografie
- 1952: Goldhelm (Casque d’or)
- 1953: Liebe im Kreis (Rue de l’Estrapade)
- 1954: Wer nimmt die Liebe ernst ? (Cadet Rousselle)
- 1956: Dreizehn an einem Tisch (Treize à table)
- 1962: Eddie krault nur kesse Katzen (Les Femmes d’abord)
- 1963: Zum Nachtisch blaue Bohnen (À toi de faire… mignonne)
- 1964: Lucky Jo
- 1964: Geheimpaß – Agent K 8 (Passeport diplomatique agent K 8)
- 1964: Der Triumph des Musketiers (Hardi ! Pardaillan)
- 1969: Ein Sommernachtstraum (Le songe d'une nuit d'été)
- 1975: Die Geschichte der O (Histoire d’O)
- 1975: Des Christoffel von Grimmelshausen abenteuerlicher Simplizissimus (Fernsehvierteiler)
- 1984: Sowas kann nur mir passieren (Ça n’arrive qu’à moi)
- 1991: Madame Bovary
- 1991: Betty
- 1993: Die Hölle (L’Enfer)
- 1996: Zwei Väter für ein Baby (Les deux papas et la maman)